# Saxonwold
Saxonwold ist ein Stadtteil der Metropolgemeinde City of Johannesburg in Südafrika. Er gehört zur Stadtregion E, die zum größten Teil nordöstlich der Innenstadt Johannesburgs liegt.

## Geographie
Saxonwold (englisch; abgeleitet vom deutschen „Sachsenwald“) liegt nördlich der Johannesburger City. 2011 lebten dort 2557 Menschen auf einer Fläche von 2,58 km². Die Bewohner leben in rund 560 Villen mit einer durchschnittlichen Grundstücksgröße von etwa 2000 Quadratmetern. Die Straßen sind von Laubbäumen gesäumt. Umliegende Stadtteile sind, beginnend im Norden im Uhrzeigersinn, Parkwood, Houghton Estate, Riviera, Forest Town, Westcliff und Parkview. Saxonwold liegt nördlich des Kamms des Witwatersrand.

## Geschichte

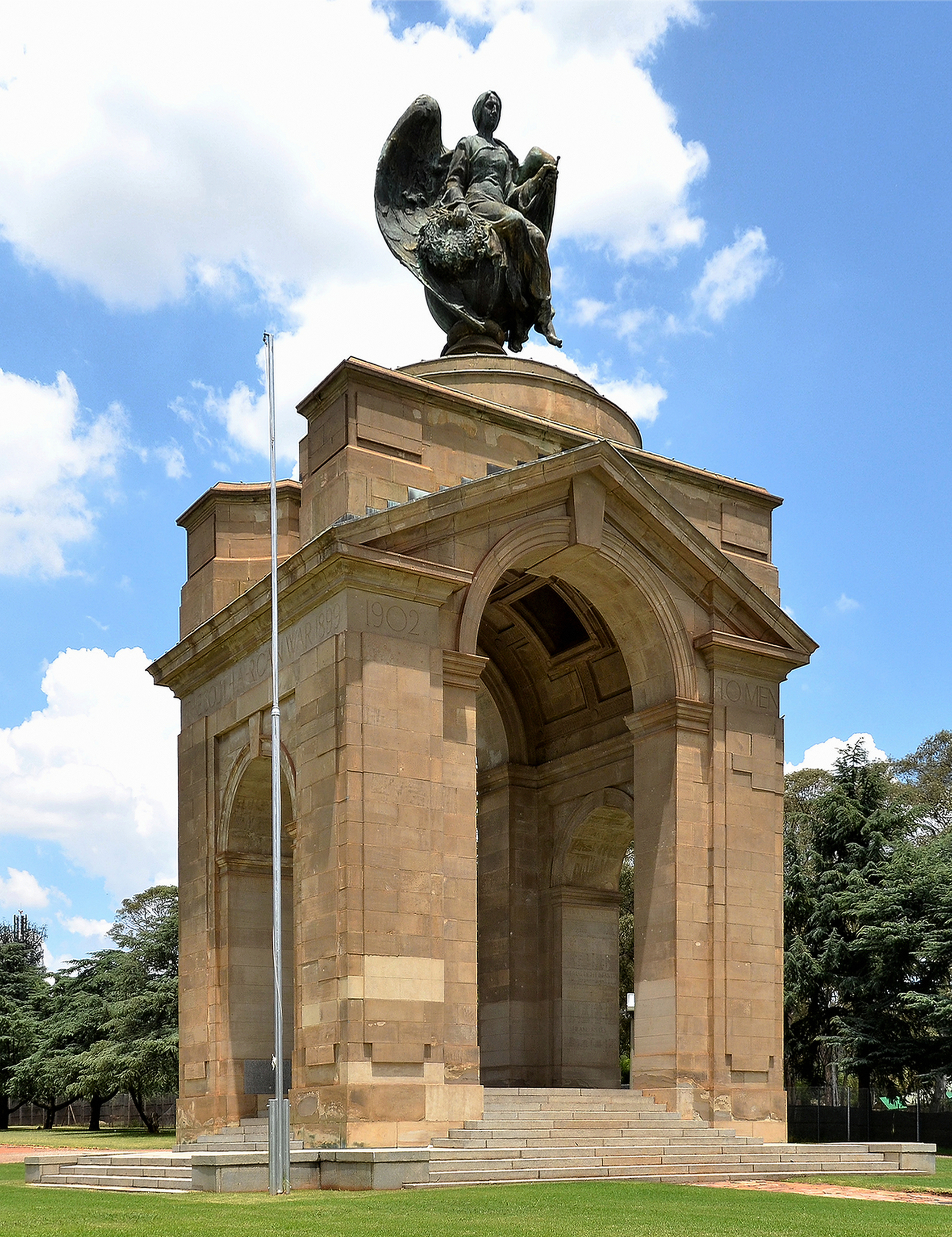
Das Anglo-Boer War Memorial

Das Gebiet des heutigen Stadtteils gehörte in den frühen 1890er Jahren zur Braamfontein Farm des aus Deutschland stammenden Randlords Hermann Eckstein. Entgegen seinen Erwartungen fand er dort keine Bodenschätze und ließ daraufhin mit drei Millionen Bäumen einen Wald anpflanzen, den er „Sachsenwald“ nannte, nach dem Wald in Schleswig-Holstein, der Otto von Bismarck gehörte. Nach anderen Angaben ließ der ebenfalls aus Deutschland stammende Eduard Lippert den Wald anlegen. Das Holz sollte als Grubenholz verwendet werden. 1903 wurde ein Teil des Gebiets zum Park erklärt. Dort entstanden der Zoo Lake, der Joburg Zoo (gegründet 1904) und das South Africa National Museum of Military History, heute (National) Museum of Military History im Museumsverband Ditsong. Zu Beginn des Ersten Weltkriegs wurde der Name des Gebietes anglisiert. 1925 entstand die gleichnamige Siedlung, deren Straßennamen aus der angelsächsischen Geschichte abgeleitet sind und deren Namen auf -wold enden (zum Beispiel Cotswold Drive). 
Etwa ab Beginn der 2000er Jahre bis zu ihrer Flucht 2018 lebte die Gupta-Familie im Sahara Estate in Saxonwold.

## Verkehr
Der Motorway 9 (M9) verläuft am Ostrand von Saxonwold. 

## Sehenswürdigkeiten
- Die Villa d’Este ist der Villa d’Este im italienischen Tivoli nachempfunden und ist als Nationaldenkmal deklariert. Sie wurde in den 1920er Jahren im spanischen Stil errichtet und ab 1957 umgebaut.
- In Saxonwold steht auf dem Gelände des Museums das Anglo-Boer War Memorial, das an alle Opfer im Zweiten Burenkrieg erinnert. Ursprünglich diente es als Rand Regiments Memorial als Denkmal für britische Gefallene.